# 亞諾斯德聖盧西亞區
亞諾斯德聖盧西亞區（Santa Lucía de Paraíso），是哥斯達黎加的一個區，位於該國東部卡塔戈省，始建於2004年7月21日，面積7.5平方公里，海拔高度1,330米，2005年人口21,571，人口密度每平方公里2,876.1人。